# Battaglia di Machias
La battaglia di Machias fu il primo combattimento navale della guerra d'indipendenza americana. Lo scontro ebbe luogo tra l'11 e il 12 giugno 1775, nei dintorni e nel porto di Machias, oggi nel Maine ma allora nella Provincia della Massachusetts Bay, che portò alla cattura coloniale di una goletta britannica.
In seguito allo scoppio della guerra e dell'inizio dell'assedio di Boston, le autorità britanniche ingaggiarono il mercante lealista Ichabod Jones per assisterli nell'acquisizione dei rifornimenti necessari. Due delle navi mercantili di Jones giunsero a Machias, il 2 giugno, scortate dalla goletta Margaretta, comandata dal guardiamarina James Moore. La popolazione, scontenta delle pratiche commerciali di Jones, decisero di arrestarlo e, nel tentativo, decisero di seguire Moor e la sua nave. Il guardiamarina riuscì a fuggire dalla baia ma la popolazione catturò una delle navi di Jones, l'armarono assieme ad un'altra nave, e salparono per attaccare la Margaretta. In un breve scontro, i coloniali catturarono il vascello di Moore e il suo equipaggio, ferendo a morte il guardiamarina durante il combattimento.
La gente di Machias tentò di catturare altre navi britanniche durante lo sbarco di una grossa forza militare inglese, che doveva impossessarsi della cittadina, nella battaglia di Machias del 1777. Azioni di corsari e altre navi continuarono ad essere una spina nel fianco per la Marina britannica per tutta la guerra.

## Gli antefatti
Il 19 aprile 1775, scoppiò la guerra d'indipendenza americana con le battaglie di Lexington e Concord nella colonia britannica della Massachusetts Bay. In seguito a queste battaglie, la milizia che si era opposta ai soldati inglesi, mise sotto assedio Boston, dove erano stanziate le truppe britanniche.
I leader militari di Boston, l'ammiraglio Samuel Graves e il generale Thomas Gage, erano tutti d'accordo su commerciare con la popolazione di Machias, all'epoca una piccola comunità nell'odierno Maine orientale. Gage richiese, in particolare, del legname per costruire caserme per le truppe di rinforzi in arrivo in città. Graves inoltre voleva recuperare i cannoni dal relitto dell'HMS Halifax sembra sia stata far incagliare volontariamente nella baia di Machias, nel febbraio 1775. Parrebbe, tuttavia, che anche i coloniali fossero interessati agli armamenti dell'Halifax. Graves autorizzò Ichabod Jones, le cui navi erano a Boston, di portare farina ed altri viveri a Machias a bordo delle sue navi, la Unity e la Polly, per scambiarli con il legname richiesto da Gage. Per garantire che il trasferimento avvenisse in sicurezza, Graves inviò la goletta Margaretta, al comando di James Moore una guardiamarina dell'HMS Preston, a scortare i due vascelli mercantili. Moore doveva inoltre prelevare ciò che poteva dall'Halifax quando ci sarebbero passati accanto.

### L'arrivo a Machias
Il 2 giugno 1775, le navi di Jones giunsero nel porto di Machias, mentre la Margaretta era in ritardo dopo aver recuperato i cannoni dal relitto. Jones incontrò una certa resistenza da parte della comunità rifiutandosi quindi di vendere la farina e la carne se non gli fosse stato concesso di caricare il legname per Boston. In un incontro del 6 giugno, la popolazione votò contro il modo di mercanteggiare di Jones e ciò spinse il mercante a chiedere a Moore di portare la Margaretta a distanza di fuoco da Machias. Gli abitanti quindi si consultarono una seconda volta e si convinsero ad accettare lo scambio, caricando il legname sulla Unity.
In seguito al voto, Jones annunciò di voler commerciare solamente con coloro che avevano votato a favore. Ovviamente, ciò fece arrabbiare chi aveva votato contro e il colonnello Benjamin Foster, comandante della milizia locale, propose ai suoi uomini di catturare Jones, come era già capitato a Brunswick, un mese prima. Il loro piano di catturarlo in chiesa, l'11 giugno, fallì quando il mercante vide questo gruppo di uomini avvicinarsi all'edificio. Jones fuggì nei boschi, da cui riemerse due giorni dopo e, nel frattempo, anche Moore e il suo secondo in comando riuscirono a tornare alle loro navi, sani e salvi.

### Il preludio alla battaglia

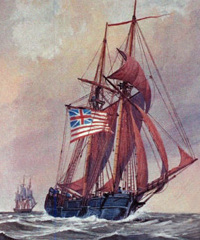
L'USS Wasp, una goletta molto simile alla Margaretta.

Alcuni degli uomini della milizia abbordarono la Unity, portando via sia i marinai che i rifornimenti stipati a bordo. Altri si avvicinarono al molo dove era ancorata la Margaretta, chiedendo la sua resa. Moore si rifiutò, minacciando di aprire il fuoco sul paese, una minaccia più di fantasia che reale, poiché la nave aveva a bordo solo pochi cannoni in grado di sparare. Altri miliziani ancora si riversarono sulla Polly, ormeggiata poco vicino alla Margaretta, e tentarono di portarla al largo. Il tentativo però fallì quando la nave si arenò, probabilmente a causa della bassa marea. Moore quindi levò l'ancora e si accostò alla Polly, nel tentativo di salvarla. Dopo un breve e privo di conseguenze scontro a fuoco con i miliziani a riva, levò di nuovo l'ancora e ormeggiò in un luogo più sicuro.
Il giorno seguente, gli uomini di Machias si raggrupparono. Foster prese circa 20 uomini e li condusse sulla goletta Falmouth Packet mentre i restanti avrebbero combattuto a bordo della Unity. Quest'ultima fu modificata, aggiungendo delle protezioni, e gli uomini si armarono di moschetti, forconi e asce, pronti ad inseguire la Margaretta che, nel frattempo, aveva raggiunto la baia di Machias. Anche la nave di Moore necessitava di riparazioni così, una volta nella Holmes Bay, catturò uno sloop e ne prese i pezzi che gli serviva.

## Lo scontro
L'equipaggio della Unity, circa 30 uomini, elessero Jeremiah O'Brien come loro capitano, per poi salpare all'inseguimento della Margaretta. Poiché la Unity era un vascello molto veloce, gli uomini di O'Brien raggiunsero rapidamente gli inglesi, mentre il Falmouth Packet era ancora lontano. Lo storico Roger Duncan, come altri, ritiene che sia la Unity che la Falmouth Packet si sono scontrate con la Margaretta mentre altre fonti non sono d'accordo. Lo storico George Drisko afferma che la Falmouth Packet si arenò o comunque non raggiunse la nave inglese, lasciando solo gli uomini di O'Brien a combattere con l'equipaggio della Margaretta.
Vedendo la Unity avvicinarsi, Moore fece issare tutte le vele nel tentativo di fuggire. Quando i coloniali furono sufficientemente vicini, Moore aprì il fuoco ma gli uomini di Machias riuscirono ad evitare i colpi e si posizionarono sul fianco della Margaretta. Dopo due tentativi, i miliziani riuscirono ad abbordare la nave inglese, guidati dal fratello di O'Brien, John, e da Joseph Getchell. I due schieramenti si scambiarono diverse raffiche di moschetto e Moore riuscì a gettare due bombe a mano sulla Unity, prima che il coloniale Samuel Watts lo colpisse al petto con un colpo di moschetto. Da quanto riporta Duncan, la Falmouth Packet abbordò la Margaretta sull'altro lato e i due equipaggi miliziani assieme sopraffecero gli inglesi.
Quando Moore venne gravemente ferito, il suo secondo, il guardiamarina Stillingfleet, ordinò la resa. Moore fu condotto a Machias, nella casa di Stephen Jones, nipote di Ichabod Jones, dove morì il giorno dopo. Almeno altri tre membri dell'equipaggio di Moore rimasero uccisi; anche il prigioniero preso quando gli inglesi catturarono lo sloop in mare morì. L'equipaggio inglese rimase a Machias per un mese, poi fu consegnato al Congresso Provinciale del Massachusetts. Circolarono altri rapporti nei quali si afferma esageratamente che circa 100 britannici morirono nello scontro in mare e in altre schermaglie presso Machias. Machias perse due uomini, uno per le ferite subite. Altri tre furono gravemente feriti ma sopravvissero, tra cui un uomo colpito da una palla da moschetto entrata dalla bocca ed uscita dietro l'orecchio.

## Le conseguenze
La comunità di Machias, aspettandosi una piena vendetta britannica, emise subito una petizione per porsi sotto la guida del Congresso Provinciale del Massachusetts, con la conseguente assistenza militare e commerciale. Organizzarono quindi delle difese e un sistema di vigilanza nell'attesa dell'arrivo degli inglesi. Jeremiah O'Brien fece modificare uno dei tre vascelli catturati (probabilmente la Polly ma gli storici sono in disaccordo), facendolo riparare e armare con i cannoni della Margaretta, cambiando poi il nome della nave in Machias Liberty. Nel luglio 1775, Jeremiah O'Brien e Benjamin Foster catturarono altre due golette britanniche, la Diligent e la Tatamagouche, vicino Bucks Harbor. La vendetta britannica non giunse a Machias ma a Falmouth, l'odierna Portland, incendiando la città in ottobre.

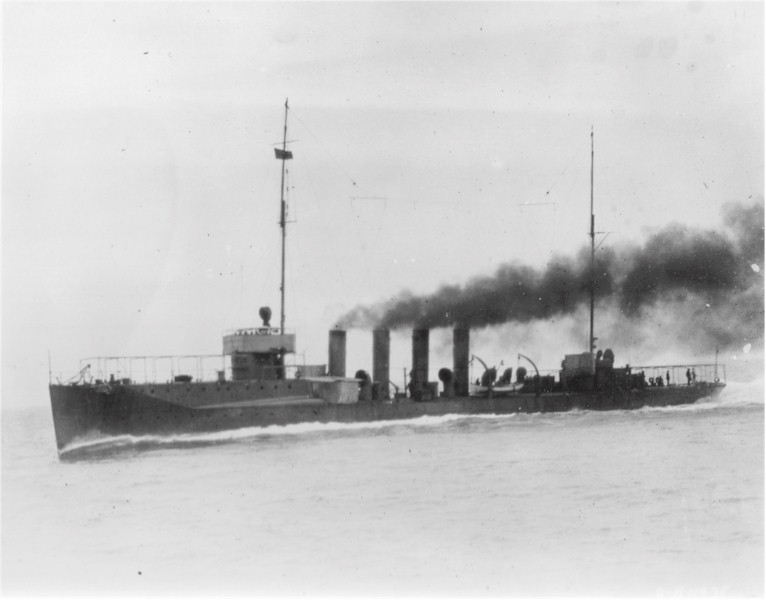
La USS O'Brien, nel 1914, che prende il nome proprio da Jeremiah O'Brien

In seguito alle voci di prossimo attacco inglese dalla Nuova Scozia, gli abitanti di Machias riuscirono, nel 1777, respinsero 1 000 soldati britannici nella seconda battaglia di Machias. Le voci, tuttavia, erano solo parzialmente vere poiché gli inglesi provarono a prendere la cittadina ma senza aver pianificato con cura l'operazione.
Durante il resto della guerra, gli uomini di Machias armarono diverse navi, inclusa la Margaretta, e salparono in cerca di vascelli inglesi. Jeremiah O'Brien si arruolò nella Marina Continentale. La Machias Liberty e la Diligent furono usate per intercettare mercantili inglesi diretti a Boston, durante l'assedio. I fratelli O'Brien divennero quindi corsari americani a bordo di una nave con venti cannoni; Jeremiah venne catturato a fine 1777, al largo di New York, ma scappò da una prigione britannica e riprese a fare il corsaro per tutto il conflitto.
Il comando navale britannico era continuamente frustrato dalle azioni dei corsari di Machias e per l'uso della città stessa come punto di partenza per le ribellioni in Nuova Scozia. Graves, più di tutti, voleva soggiogare Machias: diede ordine nel 1776 di "procedere e ridimensionare Machias" e comandò a sir George Collier "via, distruggi Machias" nel 1777. Un ufficiale inglese, che si presume sia proprio Collier, disse: "I dannati ribelli a Machias sono più duri di quelli a Bunker Hill."